# Ordine del famoso valore
L'Eccellentissimo ordine del famoso valore è un ordine cavalleresco del Brunei.

## Storia
L'ordine è stato fondato il 1º agosto 1968.

## Classi
L'ordine dispone delle seguenti classi di benemerenza che danno diritto a dei post nominali qui indicati tra parentesi:
- Membro di I classe (DPKT)
- Membro di II classe (DKLT)
- Membro di III classe (DKT)

## Insegne
- Il nastro è rosso con due strisce nere.